# Antígona Segura

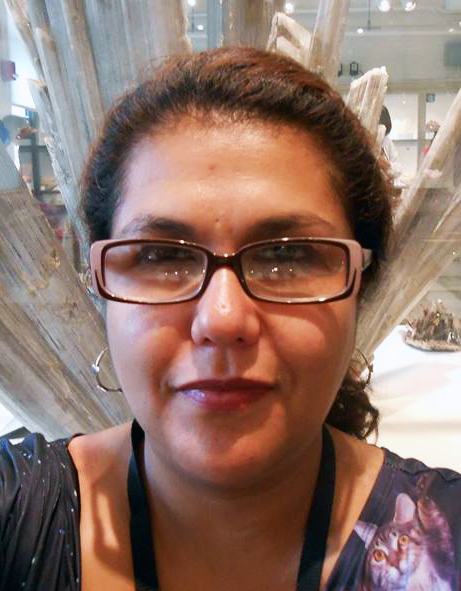
Antígona Segura

Antígona Segura (auch Antígona Segura Peralta; * 20. September 1971 in Mexiko-Stadt, Mexiko) ist eine mexikanische Physikerin, Astrobiologin und Hochschullehrerin.

## Leben
Segura wurde in Mexiko-Stadt geboren und wuchs dort auf.
Nach dem Abitur ging Segura nach Los Angeles, um dort Englisch zu lernen.
Ihren Lebensunterhalt verdiente sie als Kassiererin in einem Restaurant. 
Nach dem Erdbeben von Mexiko-Stadt 1985, bei dem ihr Wohnhaus in Tlatelolco unbewohnbar wurde, zog ihre Familie in den Bundesstaat Aguascalientes.
Dort gab es keine Möglichkeit, Physik zu studieren, deshalb ging Segura nach San Luis Potosí.
Sie studierte Theoretische Physik an der Autonomen Universität  Luis Potosí (Universidad Autónoma de San Luis Potosí).
Dort schloss sie ihr Studium 1994 ab mit einer Arbeit zum Thema Polarizabilidad de mie en tres diferentes teorias de campo medio.
Bereits während ihres Studiums lernte sie die Astrologen Miguel Ángel Herrera Andrade und Arcadio Poveda Ricalde kennen und arbeitete mit Rafael Navarro González zusammen.
1995 machte sie an der Nationalen Autonomen Universität von Mexiko ihren Master in Astronomie und promovierte auf dem Gebiet der Geowissenschaften.
Nach der Promotion wurde sie arbeitslos.
Parallel zu ihrem Studium leitete Segura die Radiosendung „Hacía el nuevo Milenio“ bei Radio Centro.
Diesen Job gab sie auf, weil sie von ihrem Co-Moderator sexuell belästigt wurde.
Auf einem Kongress in Oaxaca de Juárez lernte sie James F. Kasting kennen.
Zu ihm ging sie für zweieinhalb Jahre als Postdoc an die Pennsylvania State University, um sich dort zu habilitieren.
Bei diesem Aufenthalt untersuchte Segura M-Zwergsterne und die Möglichkeit von Leben auf deren Planeten.
Aus diesen Untersuchungen ging 2005 ihre Arbeit Biosignatures of planets similar to the Earth around M dwarfs hervor.
Danach begann Segura auf Einladung von Victoria Meadows einen zweiten Postdoc-Aufenthalt am California Institute of Technology (Caltech) in Pasadena, Kalifornien.
Dabei arbeitete sie mit dem NASA Astrobiology Institute zusammen.
2006 ging Segura zurück nach Mexiko an das Institut für Nuklearwissenschaften der Nationalen Autonomen Universität von Mexiko.
Von 2011 bis 2013 war sie Präsidentin der Mexican Society of Astrobiology, einer Einrichtung, die dem NASA Astrobiology Institute und dem European Astrobiology Network angegliedert ist.
Segura arbeitet als ein Typ-1-Forscher (nationaler Forscher) des Conacyt National System of Researchers an der Nationalen Autonomen Universität von Mexiko.

## Forschungsinteressen und Engagement
Seguras wissenschaftliches Hauptthema ist Bewohnbarkeit von Planeten, die um M-Zwergsterne kreisen.
Ihre Studien zu Biosignaturen auf bewohnbaren Planeten um M-Zwergsterne eröffneten die Debatte zu diesem Thema neu.
Sie dienten als Argument für astronomische Beobachtungsprogramme, die das Ziel haben, die chromosphärische Aktivität der M-Zwerge besser zu verstehen.
Außerdem arbeitet sie an einem multidisziplinären Projekt zur Entstehung und Bedingungen des frühen Sonnensystems mit.
Sie untersucht mögliche Energiequellen für die Erzeugung von fixiertem Stickstoff auf dem primitiven Mars und schlägt vulkanische Blitze als neue Quelle vor.
Segura interessierte sich von frühester Kindheit an für Vulkane, für das Weltall und das außerirdische Leben.
Ihre Kindheit war geprägt von der Serie Unser Kosmos von Carl Sagan und dessen Schriften.
Außerdem las sie sämtliche utopischen Romane aus der Bibliothek ihres Vaters.
Ihre Eltern förderten ihre Leidenschaft und schenkten ihr populärwissenschaftliche Bücher zum Thema Weltall und außerirdisches Leben.
In Mexiko gab es keine Studienrichtung Astrobiologie, deshalb entschloss sich Segura zunächst für ein Physikstudium, das sie später durch Astronomie und Biologie ergänzte.
Segura engagiert sich im Kampf um die Gleichberechtigung der Frau.
Dabei kämpft sie speziell dafür, auch Frauen den Zugang zur Naturwissenschaft zu ermöglichen.
Außerdem engagiert sie sich in der LGBT-Bewegung und für den Schutz der Frauen vor Vergewaltigung und sexueller Belästigung.

## Familie
Segura ist geschieden und hat mit ihrem Ex-Mann einen Sohn.
Nach ihrer Scheidung begann sie mit einer Frau zusammen zu leben.

## Veröffentlichungen (Auswahl)

### Bücher
- Tiempo de elegir sin miedo, Memorias de una astrobióloga, Editorial Piedra Bezoar, 2016 Download als PDF möglich

### Artikel
- Habitability of the Solar System zusammen mit Lilia Montoya, doi:10.1007/978-3-642-27833-4_684-5 in Encyclopedia of Astrobiology, Springer, 2021
- What Is Astrobiology? zusammen mit Sandra Ignacia Ramírez Jiménez und Irma Lozada-Chávez, 2020, doi:10.1007/978-3-030-46087-7_1 in Astrobiology and Cuatro Ciénegas Basin as an Analog of Early Earth, S. 1–30
- Citlalmitl: A Laser-based Device for Meteoritical Sample Fabrication with Arbitrary Thermal Histories zusammen mit Patricia Hernández-Reséndiz, Héctor Cruz-Ramírez, Alfred U'Ren, Karina Elizabeth Cervantes-de la Cruz, 2020 in The Planetary Science Journal 1(2):34, doi:10.3847/PSJ/aba3c5 Download als PDF möglich
- The Habitability of GJ 357 d : Possible Climates and Observability zusammen mit Lisa Kaltenegger, Jack Madden, Z. Lin, Rafael Luque, E. Palle, Nicol Maria Espinoza, 2019
- Abiotic O_2 Levels on Planets around F, G, K, and M Stars: Effects of Lightning-produced Catalysts in Eliminating Oxygen False Positives zusammen mit C. E. Harman, R. Felton, R. Hu, S. D. Domagal-Goldman, F. Tian, J. F. Kasting in The Astrophysical Journal 866(1), 2018
- Modeling Repeated M-dwarf Flaring at an Earth-like Planet in the Habitable Zone: I. Atmospheric Effects for an Unmagnetized Planet zusammen mit Matt A. Tilley, Victoria Suzanne Meadows, Suzanne Hawley, James Davenport in Astrobiology 19(1), 2017
- Effect of UV Radiation on the Spectral Fingerprints of Earth-like Planets Orbiting M dwarfs zusammen mit Sarah Rugheimer, Lisa Kaltenegger, J. Linsky, Subhanjoy Mohanty in The Astrophysical Journal 809(1), 2015
- Habitability in Different Milky Way Stellar Environments: A Stellar Interaction Dynamical Approach zusammen mit Juan J Jiménez-Torres, Bárbara Pichardo, George Lake in Astrobiology 13(5), 2013
- La Tierra vista como exoplaneta in Revista Mexicana de Ciencias Geológicas 27(2), 2010
- MARS TERRAFORMING: WARMING OF THE MARTIAN ATMOSPHERE USING NITROGEN OXIDES zusammen mit Sandro Cervantes und Rafael Navarro-Gonzalez, 2009, Conference: Second Iberoamerican Graduate School of Astrobiology: Origins from the Big Bang to CivilisationsAt: Montevideo, Uruguay Abstract als PDF
- "A reappraisal of the habitability of planets around M dwarf stars", 2007
- "M stars as targets for terrestrial exoplanet searches and biosignature detection", 2007
- "Biosignatures from Earth-like planets around M dwarfs", 2005
- "Ozone concentrations and ultraviolet fluxes on Earth-like planets around other stars", 2003